# نشانه منیان
نشانهٔ مَـنیان (فرانسوی: Signe de Magnan‎) یک نشانهٔ بالینی است که در مصرف‌کنندگان کوکائین دیده می‌شود و احساس خزیدن یک جسم خارجی در زیر پوست است. این نشانه بالینی به افتخار ولنتان منیان نام‌گذاری شده است.